# Gare de La Redonne-Ensuès
Gare de La Redonne-Ensuès – przystanek kolejowy w Ensuès-la-Redonne, w departamencie Delta Rodanu, w regionie Prowansja-Alpy-Lazurowe Wybrzeże, we Francji.
Jest przystankiem Société nationale des chemins de fer français (SNCF), obsługiwanym przez pociągi TER Provence-Alpes-Côte d’Azur.

## Położenie
Stacja znajduje się na linii Miramas – L’Estaque, w km 858,708, na wysokości 26 m, pomiędzy stacjami Carry-le-Rouet i Niolon.

## Linie kolejowe
- Linia Miramas – L’Estaque